# Hurtbuller i hvit saus
Hurtbuller i hvit saus är ett musikalbum med Øystein Sunde som gavs ut i Sverige 1975 av skivbolaget Norsk Phonogram Philips.

## Låtlista
Sida 1
1. "Hvis dine ører henger ned"
2. "Super-SS-Rally-GT-Fastback-Hardtop-Sprint"
3. "Piken fra konfeksjonsfabrikken"
4. "Hvis Glomma var whisky"
5. "Andpust-Olga"
6. "Plukke, plukke, plukke" ("Pickie, Pickie, Pickie" av Jerry Reed)
7. "To igjen"

Sida 2
1. "Hei, Henry Ford" ("Lord, Mr. Ford" av Dick Feller)
2. "Danse vals med deg" ("Lindberg Hop" av Will Shade)
3. "Jag har den äran" ("Med en enkel tulipan" av Jules Sylvain/Sven Paddock)
4. "Fire melk og Dagbla' for i går"
5. "Fender-slåtten"
6. "Nå er cupfinalen over" ("Samba de Uma Nota Só" av Antônio Carlos Jobim)
7. "Jeg ble full og gikk glipp av hele greia" ("I Got Stoned and I Missed It" av Shel Silverstein)

- Alla låtar skrivna av Øystein Sunde där inget annat anges.